# 小行星7057
小行星7057（英語：7057）是一颗围绕太阳公转的小行星。1990年8月22日，亨利·E·霍爾特在帕洛马山发现了此天体。
这颗小行星的绝对星等为224.522273425328等。